# أبو سهل القوهي
العالم المسلم الفلكي الرياضي أبو سهل ويجن بن رستم القوهي (اسمه الأصلي: ابوسهل بیژن کوهی). المتوفي سنة 405 هـ / 1014م والقوهي من العلماء المسلمين الذين اشتهروا في الفلك والرياضيات في القرن الرابع الهجري/العاشر الميلادي وهو من كوه في جبال طبرستان، لكنه عاش في بغداد. ولما تولى شرف الدولة البويهي الحكم، قربه منه وعينه سنة 378هـ/988م رئيساً للمرصد الذي أسسه في بغداد، وطلب منه أن يقدم له دراسة عن رصده للكواكب السبعة من حيث مساراتها وتنقلها في بروجها.
كان أبو سهل ويجن بن رستم القوهي عالم رياضيات وفيزيائي وعالم فلك فارسي  من قوه (أو كوه) وهي منطقة في طبرستان أمول ومن ثم عاش في بغداد. يُعتبر واحداً من أعظم المتخصصين المسلمين في علم الهندسة مع العديد من الكتابات الرياضية والفلكية المنسوبة إليه.
كان القوهي أحد أبرز علماء الفلك الذين عملوا في عام 988 م في المرصد الذي بناه أمير بوويشد شرف الدولة في بغداد. كتب مقالاً عن الإسطرلاب يحل فيه عددًا من المشكلات الهندسية الصعبة.
في الرياضيات، كرس اهتمامه لتلك المشاكل الأرخميدية والأبولونية التي أدت إلى معادلات أعلى من الدرجة الثانية. وقد حل بعضاً منهم وناقش شروط قابلية الحل. على سبيل المثال، كان قادراً على حل مشكلة إدراج خماسي الأضلاع في مربع مما أدى إلى معادلة من الدرجة الرابعة.
كما كتب مقالة عن «البوصلة المثالية» وهي بوصلة ذات ساق واحدة متغيرة الطول تتيح للمستخدمين رسم أي قسم مخروطي: الخطوط المستقيمة، والدوائر، والقطع الناقص، القطع المكافئ، والقطع الزائد. من المرجح أن القوهي اخترع الجهاز.
وكما فعل أرسطو، فإن القوهي اقترح أن وزن الأجسام يختلف باختلاف بعدها عن مركز الأرض.
وقد احتفظ بالمراسلات بين القوهي وأبو إسحاق السابي، أحد كبار الموظفين المدنيين المهتمين بالرياضيات.

## إسهاماته العلمية
كان القوهى من نوابغ علماء الفلك في عصره لوضعه عدداً من الأرصاد التي كان يعتمد عليها في زمانه وانتقد بعض فرضيات علماء اليونان في الفلك كما اشتهر بصناعة الآلات الرصدية.
أما في الرياضيات، فقد اهتم القوهي بمسائل أرشميدس وأبلونيوس التي تؤدي إلى معادلات ذات درجة أعلى من معادلات الدرجة الثانية، ووجد حلاً لبعضها، كما ناقش شروط إمكانية ذلك. وتعتبر دراساته هذه من أحسن ما كتب عن الهندسة عند المسلمين وأسهم القوهي أيضاً في دراسة الأثقال، وكان له السبق في هذا المجال، حيث استخدم البراهين الهندسية لحل كثير من المسائل التي لها علاقة بإيجاد الثقل. كما أنه ترك بحوثاً قيمة في المبادئ التي تقوم عليها الروافع.

## مؤلفاته
عدداً من مؤلفات القوهي في الفلك والرياضيات منها:
- كتاب مراكز الأكر
- كتاب الأصول على تحريكات أقليدس
- كتاب صنعة الأسطرلاب بالبراهين
- كتاب الزيادات على أرشميدس في المقالة الثانية
- إخراج الخطين من نقطة على زاوية معلومة
- تثليث الزاوية وعمل المسبع المتساوي الأضلاع في الدائرة

إلا أن معظم مؤلفات القوهي قد ضاعت، ولم يعرف عنها إلا القليل من بعض الإشارات في المراجع اللاتينية.